# Tepas Sepakat
Tepas Sepakat is een bestuurslaag in het regentschap Sumbawa Barat van de provincie West-Nusa Tenggara, Indonesië. Tepas Sepakat telt 1673 inwoners (volkstelling 2010).